# NBA Street Showdown
NBA Street Showdown est le quatrième opus de la série des NBA Street. NBA pour National Basketball Association (ligue de basket-ball américaine), Street pour souligner l'aspect urbain et underground et Showdown pour Épreuve de forces.